# Chorhāt
Chorhāt är en ort i Indien.   Den ligger i distriktet Sidhi och delstaten Madhya Pradesh, i den centrala delen av landet, 600 km sydost om huvudstaden New Delhi. Chorhāt ligger 291 meter över havet och antalet invånare är 14 101.
Terrängen runt Chorhāt är platt åt sydost, men åt nordväst är den kuperad. Runt Chorhāt är det ganska tätbefolkat, med 199 invånare per kvadratkilometer. Chorhāt är det största samhället i trakten. Trakten runt Chorhāt består till största delen av jordbruksmark.